# Chunichi Dragons

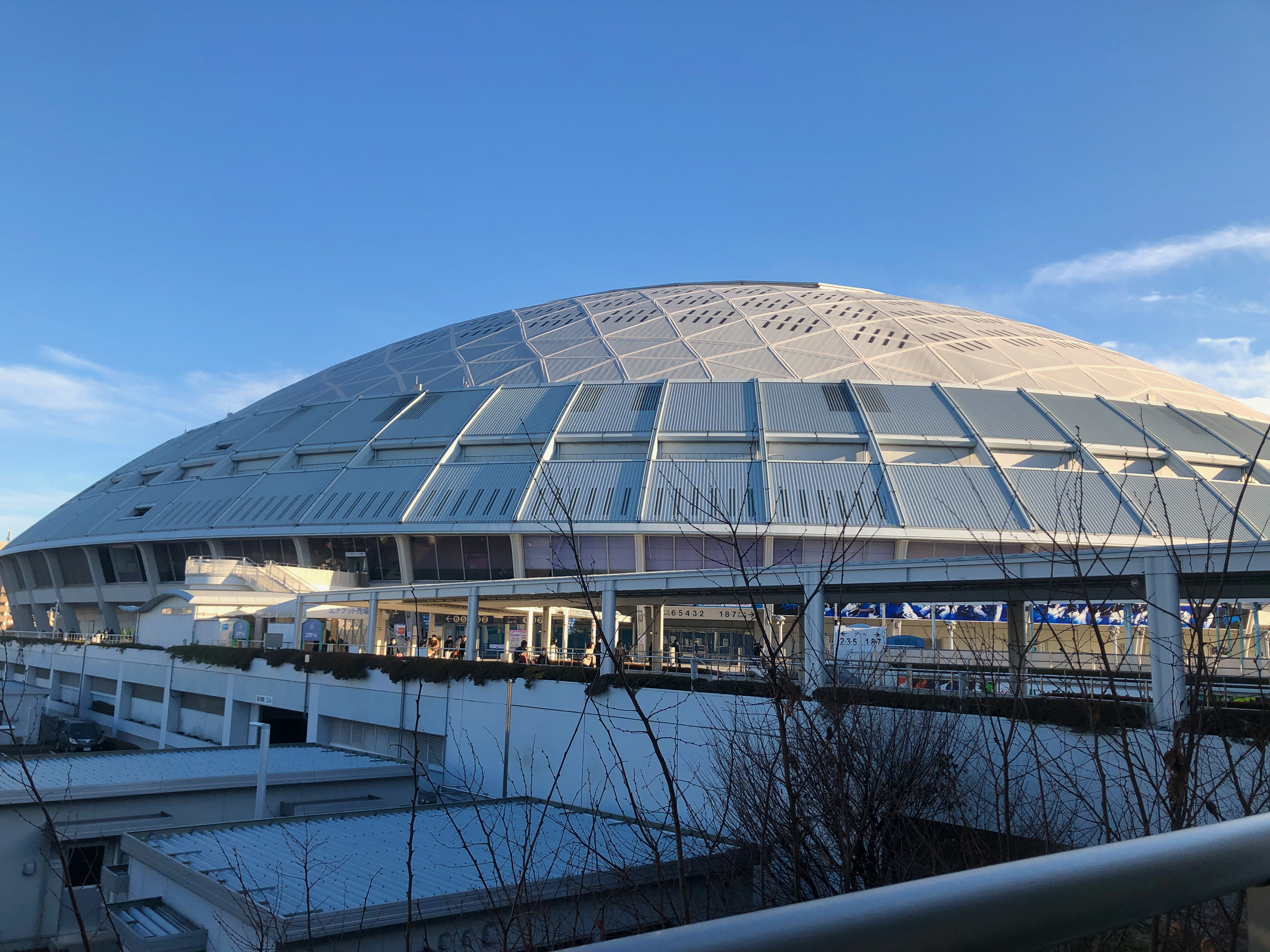
Nagoya Dome

Chunichi Dragons (în japoneză 中日ドラゴンズ) este o echipă profesionistă de baseball din Japonia, cu sediul la Nagoya, statul Prefectura Aichi, care activează în Japonia Professional Baseball (NPB-Nippon Professional Baseball). Clubul a fost fondat în 1936.
Stadionul pe care Chunichi Dragons își dispută meciurile de acasă se numește Nagoya Dome.